# منزل خوشنويس
منزل خوشنويس (بالفارسية: خانه خوشنویس) هو منزل تاريخي يعود إلى عصر القاجاريون، ويقع في مهريز.